# Orlando lovag
Az Orlando lovag Joseph Haydn 1782. december 6-án bemutatott háromfelvonásos operája, a szerző egyik legnagyobb sikere a műfajban.

## Az opera története
Ludovico Ariosto Orlando furioso című eposza kedvelt operatéma volt a 17–18. században. Vivaldi és Händel két operát is írt a mű nyomán, de Lully vagy Domenico Scarlatti is színpadra alkalmazta Orlando lovag történetét. 1777-ben Bécsben mutattak be Orlando paladino címen egy zenés színpadi művet. A darab szövegkönyvét később nyomtatásban is megjelentették, de se a librettóíró, se a zeneszerző neve nem maradt fent. Az mindenesetre bizonyos, hogy ezt az operát tervezték bemutatni az Esterházy-udvarban az 1780-as évek elején, amikor híre ment, hogy az orosz nagyherceg és felesége hivatalos látogatást fog tenni Bécsben. Pompakedvelő Miklós bízott abban, hogy a hercegi pár, útban a császárváros felé, megtiszteli az Esterházy-kastélyt is. Ezért utasítást adott Haydnnak, hogy Nunziato Porta színházigazgatóval közösen írjanak egy új operát.
Végül a hercegi pár nem látogatott el Eszterházára, így a darab bemutatójára végül Esterházy Miklós neve napján került sor, 1782-ben. Az opera nagy sikert aratott, a librettó kiadott példányait hamar elkapkodták, maga a mű pedig két évig maradt műsoron a hercegi udvarban. 1783-ban még tizenhárom alkalommal, 1784-ben pedig további hét este játszották. Ezután német nyelven bemutatták Pozsonyban is (az Endrődy család operatársulatának jóvoltából). A librettót Franz Xaver Girzick fordította németre. Ez a német nyelvű változat jutott el 1792-ben Pestre is. Ezután több német városban is játszották a darabot (Drezda, Mannheim, Frankfurt, Köln, Nürnberg, Berlin, Lipcse, Hannover, München.) 1793-ban Grazban, 1813-ban pedig Szentpéterváron is bemutatták.
Ezután közel kétszáz évnek kellett eltelnie, mire újra felfedezték a darabot. Fennmaradt a mű autográf partitúrája, de az máig tisztázatlan körülmények között kettévált. Az első két felvonást a British Museumban, míg a harmadik felvonást Berlinben őrzik. A második felvonásból azonban hiányzik két részlet (egy ária és egy recitativo). A kutatók többsége ma úgy gondolja, hogy ezeket a részleteket Haydn Londonban kölcsönadta Vicente Martín y Soler spanyol zeneszerzőnek, aki azokat beépítette akkoriban komponált operájába. Ez magyarázatot adna arra is, hogyan került a partitúra egyik fele Angliába. A partitúrát azonban könnyen ki lehetett egészíteni a mű betanulására készített, az egyes szólamokat és a generál basszust (ami a zenekari kíséret hangnemét rögzítette) tartalmazó kottapéldányok alapján, amelyeket ma az Országos Széchényi Könyvtárban őriznek Budapesten.

## Az opera szereplői
| Szereplő                                | Hangfekvés       |
| --------------------------------------- | ---------------- |
| Angelica, Cathay királynője             | koloratúrszoprán |
| Eurilla, pásztorlány                    | szoprán          |
| Alcina, varázslónő                      | mezzoszoprán     |
| Medoro, mór harcos, Angelica szerelmese | tenor            |
| Rodomonte, Barbaria királya             | bariton          |
| Pasquale, Orlando apródja               | tenor            |
| Caronte, az alvilág hajósa              | basszus          |
| Licone, pásztor                         | tenor            |

## Az opera cselekménye

### I. felvonás
Orlando szerelmével üldözi Angelicát, aki Medorót szereti. A nőnek és szerelmesének menekülnie kell Orlando egyre erőszakosabb udvarlása elől. Angelica végül Alcina segítségét kéri, aki Rodomonte személyében védelmezőt állít melléjük. Orlando eszét veszti a szerelemi vágytól, és a visszautasítás miatt bosszúvágytól hajtva egyre csak üldözi Angelicát. Rodomonte viszont őt veszi üldözőbe: mindenáron párbajra akarja hívni. De először csak annak szolgájával, Pasqualéval találja magát szemben. Rodomonte már éppen lecsapni készül, amikor megjelenik Eurilla, aki felhívja rá a figyelmét, hogy Orlando is a közelben tartózkodik. Rodomonte elsiet, a pásztorlányka és az apród pedig egymásba szeretnek. Pasquale végül úgy dönt, hogy elege van gazdája vándor életmódjából: otthagyja urát és családot alapít. Közben Rodomonte rátalál Orlandóra. A két lovag vívni kezd, Rodomonte a viadal során megbotlik, Orlando már éppen lesújtani készül rá, amikor hirtelen Alcina jelenik meg. A varázslónő ketrecet varázsol az őrjöngő lovag köré.

### II. felvonás
Miután Orlando kiszabadult fogságából, útja egy erdőn vezet keresztül. Itt akad megint össze Rodomontéval. Már majdnem ismét összecsap a két lovag, amikor Eurilla tűnik fel, aki közli Orlandóval, hogy a szerelmesek egérutat nyertek. A lovag ezért otthagyja ellenfelét, és sietve Angelica és Medoro nyomába ered. Közben egy vihar következtében a szerelmesek elsodródtak egymástól. Medoro egy kietlen tengerparton ébred, míg Angelica egy sziklás vidéken készül a mélybe vetni magát, mert halottnak véli kedvesét. A szikláról leugró királynőt azonban Alcina egyenesen szerelme karjába röpíti. A boldog egymásra találást Orlando szakítja félbe, de Alcina ismét közbelép: két szörnyet varázsol a lovag elé. Amíg Orlando azokkal küzd, a szerelmesek odébbállnak, és Alcina barlangjában találnak menedéket. Ide érkezik Pasquale és Eurilla is. Orlando azonban csakhamar ismét megjelenik, nem kis bosszúságot okozva Alcinának, aki kősziklává változtatja a lovagot. A szerelmesek azonban nem szeretnék, hogy ilyen súlyos büntetéssel sújtsa Orlandót, aki végül visszakapja emberi alakját.

### III. felvonás
A szerelmesek és Alcina végül úgy döntenek, hogy feledést hozó italt itatnak Orlandóval. A varázslónő el is csalja a lovagot az Alvilág kapujához, és Caronte segítségével eléri, hogy igyon a Léthé vizéből. Orlando így örökre elfelejti Alcinát, Angelicaát, Medorót és Rodomontét. A szerelmesek végre felszabadultan ölelhetik át egymást.

## Hangfelvételek
Angelica – Arleen Auger, Eurilla – Elly Ameling, Alcina – Gwendolyn Killebrew, Orlando – George Shirley, Medoro – Claes Håkan Ahnsjö, Pasquale – Domenico Trimarchi, Rodomonte – Benjamin Luxon. Közreműködik: a Lausenne-i Kamarazenekar, vezényel: Doráti Antal. A felvétel helye és ideje: Epalindes (Svájc), Grande de Salle, 1977. A kiadás éve: 1991. Philips, 432 434-2, 3 CD ADD Stereo